# Helen Britton
Helen Britton (Lithgow, 3 mei 1966) is een Australisch beeldend kunstenaar die bekendheid verwierf als sieraadontwerper. Britton is ook actief als graficus en modeontwerper.

## Biografie
Britton is opgegroeid in Australië en universitair opgeleid te Perth (1990-1994). Later vertrok zij naar Europa. Zij volgde lessen aan onder meer het Sandberg Instituut te Amsterdam en de kunstacademie te München, waar zij les had van Otto Künzli.
In 2002 vestigde Britton zich met een atelier samen met David Bielander en Yutaca Minegishi te München. In 2005 won zij de Duitse Herbert Hofmann-Preis.
Britton werkt in haar sieraden met uiteenlopende materialen als kunststof, schelpen, glas en edelstenen. Ook gebruikt zij objets trouvés. Haar sieraden zijn bont gekleurd.
De Duitse filmmaker Elena Alvarez Lutz bracht in 2021 de documentaire "Hunter From Elsewhere – A Journey With Helen Britton" uit. Alvarez heeft Britton een aantal jaren vergezeld bij haar werk en onderzoek.